# Spatovo
Spatovo (în bulgară Спатово) este un sat în Obștina Sandanski, Regiunea Blagoevgrad, Bulgaria.

## Demografie
Componența etnică a satului Spatovo
     Bulgari (96,36%)
     Nicio identificare (3,63%)
     Altele (0%)
La recensământul din 2011, populația satului Spatovo era de 110 locuitori. Din punct de vedere etnic, majoritatea locuitorilor (96,36%) erau bulgari. Pentru 3,63% din locuitori nu este cunoscută apartenența etnică.